# موسیقی‌شناسی قومی

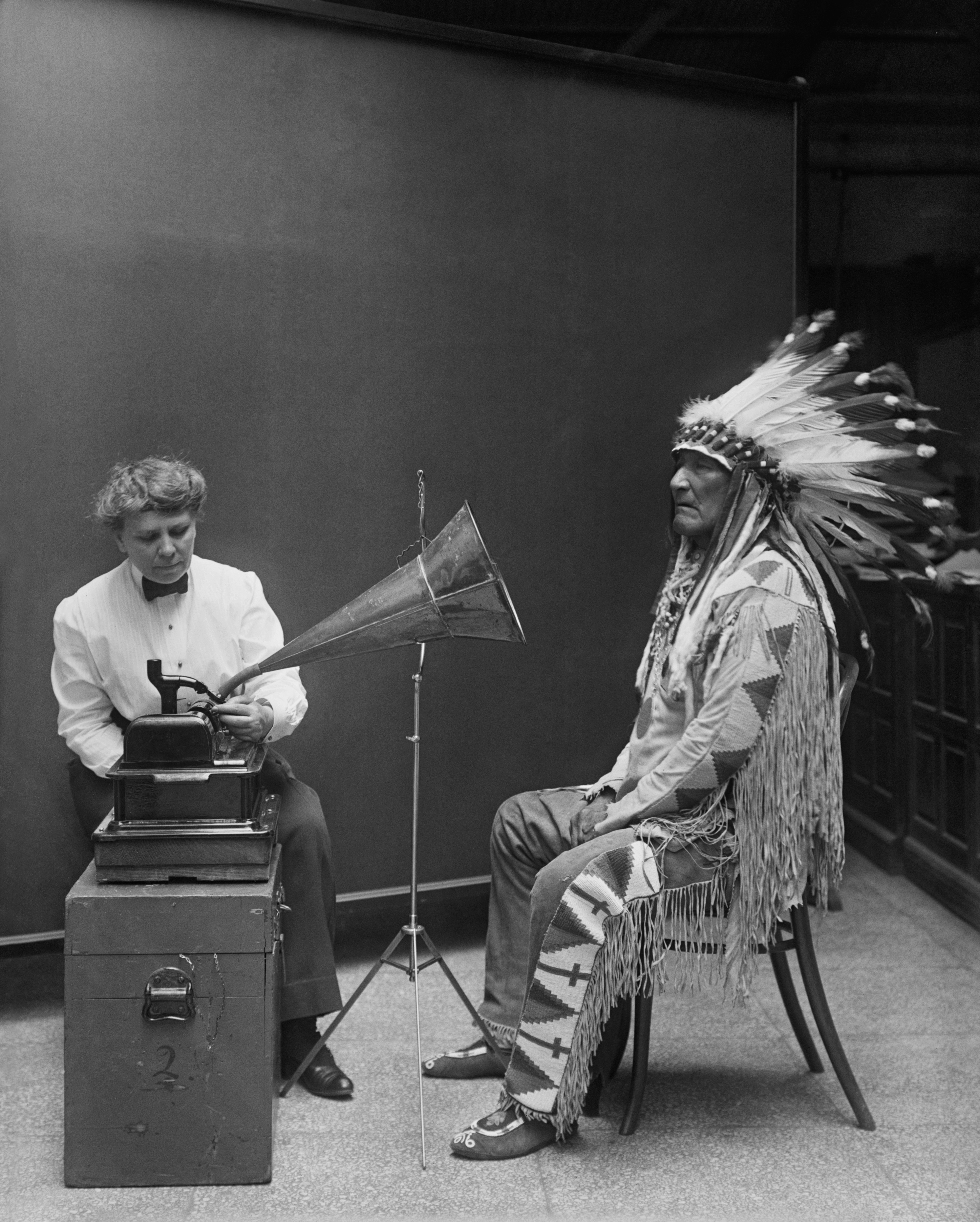
یک سرخپوست در حال اجرای موسیقی محلی

موسیقی‌شناسی قومی، موسیقی‌شناسی تطبیقی،قوم‌موسیقی‌شناسی یا اتنوموزیکولوژی عبارتست از بررسی «موسیقی غیرغربی»، «موسیقی قومی» یا «موسیقی جهانی» و مطالعه انسان شناختی موسیقی به مثابه یک پدیده خاص فرهنگی و جنبه‌ای جهانشمول از رفتار اجتماعی انسان. تعریف اتنوموزیکولوژی در بستر تاریخ بارها دستخوش دگرگونی شده است.1

## پیشینه
موسیقی‌شناسی قومی از راه بررسی‌های اواخر سده نوزدهم میلادی دربارهٔ گام‌های نامتعارف در موسیقی کشورهای آسیایی در اروپا و بررسی‌های مربوط به موسیقی سرخ‌پوستی در آمریکا پدید آمد. از دهه ۱۹۵۰ به این سو، فرایندی تدریجی برای ادغام روشنگری‌هایی که از طریق موسیقی‌شناسی تطبیقی عرضه شده‌اند وجود داشته و در آن‌ها بر گردآوری، مستندسازی، نظام مندی، دسته‌بندی، آوانگاری و تحلیل همراه با انسان‌شناسی موسیقی تأکید شده‌است؛ این تأکید بر دوره‌های گسترده کار میدانی، مشاهده مشارکتی، یادگیری مهارت‌های آوازخوانی و سازنوازی به دست پژوهشگران و جستجو برای یافتن کارکردهای اجتماعی موسیقی نیز صورت گرفته‌است.
خاستگاه اصطلاح «اتنوموزیکولوژی» به دانش‌پژوه هلندی یاب کونست (۱۹۵۰) نسبت داده می‌شود که آن را در عنوان فرعی کتاب خود موزیکولوژیکا: بررسی ماهیت اتنوموزیکولوژی، مسائل آن، روش‌ها و شخصیت‌های شاخص آن (Amsterdam 1950) به کار برده‌است. در زبان‌های اروپایی معادل است با اصطلاح فرانسوی ethnomusicologie اصطلاح ایتالیایی ethnomusicologia، اصطلاح آلمانی ethnomusikologie یا musikethnologie و اصطلاح لهستانی ethnographia muzycna. اصطلاح «اتنوموزیکولوژی» را برخی از صاحب نظران در جمهوری چک و اسلواکی و در هلند به کار گرفته‌اند. در آلمان و در اتریش برخی از دانش پژوهان هنوز هم به جای آن از عبارت Vergleichende Musikwissenschaft (به معنی «موسیقی‌شناسی تطبیقی») استفاده می‌کنند تا بر قرابت این دانش با آثار اشتومپف، هورنبوستل (برلین)، و لاخ (وین) تأکید کرده باشند. دانش پژوهان روس، بلغار، و اوکراینی میان (Ethnomuzikal'naya (به معنی «موسیقی‌شناسی قومی») و Ethnografiya Muzikal'naya به معنی «قوم نگاری موسیقایی» ۰ تمایز قائل می‌شوند که این دومی به خصوص معادل با Muzikal'naya fol'koristka در نظر گرفته می‌شود. از دههٔ ۱۹۸۰، اصطلاح minze yinyuexue در برابر «اتنوموزیکولوژی» در چین پذیرفته شده‌است. تاویل‌های قومی و منطقه‌ای نیز از این اصطلاح وجود دارد. برای نمونه، در اندونزی هم دانش پژوهان غربی و هم دانش پژوهان بومی که در غرب تحصیل کرده‌اند، اتنوموزیکولوژی را با بررسی و پژوهشی در موسیقی هنری اندونزی یکسان می‌شمارند، در حالی که در آکادمی جاوهٔ مرکزی همین اصطلاح به معنای بررسی موسیقی در دیگر جزایر اندونزی به کار می‌رود.

## رویکرد
موسیقی شناسان قومی تلاش می‌کنند «فرهنگ‌های موسیقی» را به مثابه نظام‌هایی کامل توصیف کنند، اما گرایش عمومی در جهت پژوهش‌های معطوف به مسائل نظری خاص، مانند نقش موسیقی در درمان، نقش فرهنگی و نمادپردازی آلات موسیقی، و رابطه زیباشناسی موسیقایی، ارزش‌ها، و قدرت اجتماعی؛ سوق یافته‌است. موسیقی شناسان قومی، همّ خود را بیش از پیش به مسائل اخلاقی کار میدانی و سیاست‌های بازنمود، موسیقی جمعیت‌های مهاجر، رابطه میان موسیقی، قومیت و هویت در ساختن مکان و مطالعه دربارهٔ موسیقی‌های عامیانه در سراسر جهان معطوف داشته‌اند. رویکردهای موسیقی‌شناسی قومی به اجرای موسیقی، عموماً موازی با سایر شاخه‌های انسان‌شناسی حرکت کرده‌است؛ تقریباً هر مرحله از تکامل دانش انسان‌شناسی همتای خود را در نشریات اتنوموزیکولوژی داشته‌است، از تکامل گرایی و اشاعه گرایی تا عملکرد گرایی، ساختار گرایی، شناخت‌شناسی مردمی، نقد ادبی و فراتر از آن. اتنوموزیکولوژی نیز بحث‌های داخلی خود را تولید کرده‌است، به ویژه در ارتباط با تحلیل صدا و ارتباط رشته با سایر علوم انسانی و جامعه‌شناسی.
به لحاظ تاریخی اتنوموزیکولوژی عمدتاً رشته‌ای در دانشگاه‌های ایالات متحده آمریکا، کانادا و اروپا بوده‌است. متخصصان اتنوموزیکولوژی در رشته‌های مردم‌شناسی یا موسیقی، و گاه در هر دو رشته، پرورش می‌یابند. پژوهش‌های مربوط به این رشته در دپارتمان‌های موسیقی یا مردم‌شناسی، در موزه‌های قوم نگاری و در نهادهای پژوهشی آکادمی‌های ملی علوم، که به ویژه در اروپای شرقی یافت می‌شوند، صورت می‌گیرند. پیش از سال‌های جنگ جهانی دوم مردمانی از کشورهای غربی شامل قوم شناسان، فولکلوریست‌ها، روان شناسان، فیزیک دانان، میسیونرهای مذهبی، روحانیان، کاشفان، مأموران دولتی و سرانجام علاقه‌مندان، پژوهش‌های موسیقایی بسیاری را به انجام رسانده‌اند و تأثیرات چندگانه‌ای هم در داخل و هم در بیرون از فضای آکادمیک پدیدآورده‌اند که بر اندیشهٔ معاصر مؤثر واقع شده‌است. این دیگِ درهمجوش شامل چهره‌های برجسته‌ای است که هم‌زمان به عضویت رشته‌های گوناگون دانش پذیرفته شده‌اند. به عنوان نمونه، اتنوموزیکولوگ‌ها و دانشی پژوهان علوم مردمی (فولکلوریست‌ها) به یک میزان پایه‌گذاری رشته‌های خود را به پیشگامانی همچون سسیل جی. شارپ، گرد آورندهٔ آوازهای محلی انگلیس، چارلز سیگر آمریکایی، یا بلا بارتوک و زولتان کودایِ مجار، به رغم نحوهٔ درک فردی این شخصیت‌ها از رشتهٔ علمی خود، نسبت می‌دهند.

## گرایش‌ها
دو گرایش عمده در موسیقی‌شناسی قومی وجود دارد. گرایش اول که به موسیقی‌شناسی متمایل است، اتنوموزیکولوژی را زیرشاخهٔ موسیقی‌شناسی می‌داند. در مقابل، رویکرد دیگر به فرهنگ گرایش دارد و این علم را زیرشاخهٔ انسان‌شناسی می‌شمارد.